# NGC 5524
NGC 5524 é uma estrela dupla na direção da constelação de Boötes. O objeto foi descoberto pelo astrônomo William Parsons em 1855, usando um telescópio refletor com abertura de 72 polegadas. 